# Calliphora forresti
Calliphora forresti este o specie de muște din genul Calliphora, familia Calliphoridae, descrisă de Norris în anul 1994. Conform Catalogue of Life specia Calliphora forresti nu are subspecii cunoscute.